# Lavangen
Lavangen là một đô thị ở hạt Troms, Na Uy. Trung tâm hành chính của đô thị này là làng Tennevoll. Đô thị này nằm xung quanh khu vực của sông Spansdalelva og Lavangen. Dân số sống trong các Fossbakken làng và Spansdalen trong nội địa, và ở các vùng nông thôn tại vịnh hẹp; Kjeiprød, Røkenes, Lottenes, Tennevoll, Hesjevika, Soløy, Lia, và Å.
Lavangen được thành lập ngày 1 tháng 1 năm 1907 khi nó được tách khỏi đô thị Ibestad. Dân số ban đầu là 1.536 người. Ngày 1 tháng 1 năm 1964, Lavangen được sáp nhập vào các đô thị lân cận của Salangen. Tuy nhiên, ngày 1 tháng 1 năm 1977, Lavangen (ngoại trừ khu vực Lavangsnes) đã được tách thành một đô thị riêng biệt một lần nữa. 